# Pawło Janenko-Chmielnicki
Pawło Janenko-Chmielnicki, także Pawło Janowicz-Chmielnicki, ukr. Павло Янович-Хмельницький a. Яненко-Хмельницький (daty urodzin i zgonu nieznane) – dowódca i dyplomata kozacki, krewny Bohdana Chmielnickiego.  
W 1653 roku (według innych danych 1654) został pułkownikiem kijowskim. Był jednym z najbardziej aktywnych przeciwników zbliżenia z Rosją, a zarazem pozostawał życzliwy Rzeczypospolitej. W 1658 roku brał udział w nieudanej próbie wyzwolenia Kijowa spod rosyjskiej okupacji. Posłował do króla Jana Kazimierza i cara Aleksego Michajłowicza. W 1679 roku ogłosił się hetmanem lewobrzeżnej Ukrainy, ale został rozbity przez pułkownika starodubskiego Iwana Skoropadskiego i wzięty przez niego do niewoli, w której zmarł.